# Rupert van Laurenburg
Rupert was voogd te Siegen en was een van de oudst bekende mogelijke voorouders van het Huis Nassau.

## Biografie
Rupert wordt tussen 1079 en 1082 vermeld te Siegen als bezitter van delen van de erflanden Lipporn/Laurenburg, en in een oorkonde uit 1079/1089 als voogd te Siegen. Hij was een leenman van het aartsbisdom Mainz. Mogelijk was Rupert reeds graaf van Laurenburg, maar hij wordt niet als zodanig vermeld.
Misschien was Rupert een zoon van Adelhart, die in 1048 wordt vermeld als voogd te Haiger van de Abdij van Worms. Rupert was de vader van Dudo van Laurenburg.
Er zijn nog andere personen bekend die, als bezitters van de erflanden van Lipporn/Laurenburg (en dus de rechtsvoorgangers van Rupert), vermoedelijk ook tot diens voorouders hebben behoord. De eerste is een zekere Drutwin die in 881 als grondbezitter te Prüm wordt vermeld, en die de oudst bekende mogelijke stamvader van het Huis Nassau is.
- Gemeinsame Normdatei: 1116103281
- Virtual International Authority File: 7147662807960550731